# كأس ديفيز 1959
كأس ديفيز 1959 (بالإنجليزية: 1959 Davis Cup)‏ هو الموسم 48 من  كأس ديفيز. فاز فيه منتخب أستراليا لكأس ديفيز.